# Stadion im. Borisa Trajkowskiego
Stadion im. Borisa Trajkowskiego – stadion piłkarski w Skopju, stolicy Macedonii Północnej. Może pomieścić 3000 widzów. Nosi imię macedońskiego polityka, Borisa Trajkowskiego. Swoje spotkania rozgrywa na nim drużyna FK Madżari Solidarnost. Obiekt był jedną z aren kobiecych Mistrzostw Europy U-19 w 2010 roku. Rozegrano na nim trzy mecze fazy grupowej turnieju.